# Partago
Partago was een Belgische coöperatie die elektrische deelwagens en bakfietsen ter beschikking stelde aan haar leden en opgericht was in Gent. Op 9 juli 2024 werd het faillissement van de organisatie geregistreerd.
De coöperatie werkte onder andere samen met lokale overheden om de transitie naar de elektrische mobiliteit te versnellen. Het bestuur van de organisatie zetelde in Gent.
Partago was samen met andere coöperaties de oprichter van het CEDAN-netwerk (Coöperatief Elektrische DeelAuto Netwerk).

## Geschiedenis
Partago werd in 2015 vanuit ideologisch standpunt gestart door 5 burgers uit Gent, ieder met een verschillende beroepsachtergrond. Het doel was bij te dragen tot een duurzame samenleving door het leveren van mobiliteitsoplossingen, in casu elektrische deelauto's.  Anno 2022 waren er samen met roamingpartner CoopStroom zo'n 116 elektrische deelauto's onder beheer in België .
In 2018 richtte Partago de Europese coöperatie The Mobility Factory op samen met 8 andere Europese coöperaties. Partago droeg hierna haar IT-platform over naar deze nieuwe entiteit, met het doel het platform op een coöperatieve manier verder te laten ontwikkelen ten voordele van alle Europese coöperaties. 
In 2020 startte Partago een samenwerking met CoopStroom, een burgercoöperatie die beheerd wordt met dezelfde coöperatieve principes als Partago, met het doel elkaars leden gebruik te laten maken van elkaars wagenpark.
Eind 2023 had Partago een twintigtal auto's verkocht/overgedragen aan CoopStroom.

## Werking
Elke gebruiker was mede-eigenaar van de coöperatie. Om lid te worden, diende men dus minstens één aandeel van de coöperatieve vennootschap Partago te kopen. Met dit aandeel verkreeg men zeggenschap op de algemene vergadering, met het principe één-mens-één-stem. Na het doorlopen van het registratieproces konden leden wagens reserveren via de webapp of de mobiele app. Openen van de auto gebeurde draadloos met de smartphone (zonder gebruik van een sleutel) via een 4G- of Bluetooth-verbinding.
Betalen geschiedde per domiciliëring (Coop Formule) of vooraf (prepaid).

## Locaties
Er stonde (anno juli 2022) Partago-wagens in de provincies:
- Oost-Vlaanderen: Gent en Wetteren
- Antwerpen: Boechout, Bonheiden, Brasschaat, Hemiksem[11], Lint, Mortsel en Wijnegem
- Vlaams-Brabant: Beersel, Halle en Leuven

In West-Vlaanderen is CoopStroom actief; deze wagens konden dankzij CEDAN ook door Partago-leden gebruikt worden en vice versa.
Sinds juli 2022 had Partago een online kaart waar geïnteresseerden zich konden engageren voor een nieuwe elektrische deelwagen op een bepaalde voorgestelde locatie. Bij voldoende interesse, plaatste Partago een wagen.

## Externe website
- Officiële website (gearchiveerd)